# Asura dinawa
Asura dinawa là một loài bướm đêm thuộc phân họ Arctiinae, họ Erebidae.